# Orchester Musikkollegium Winterthur

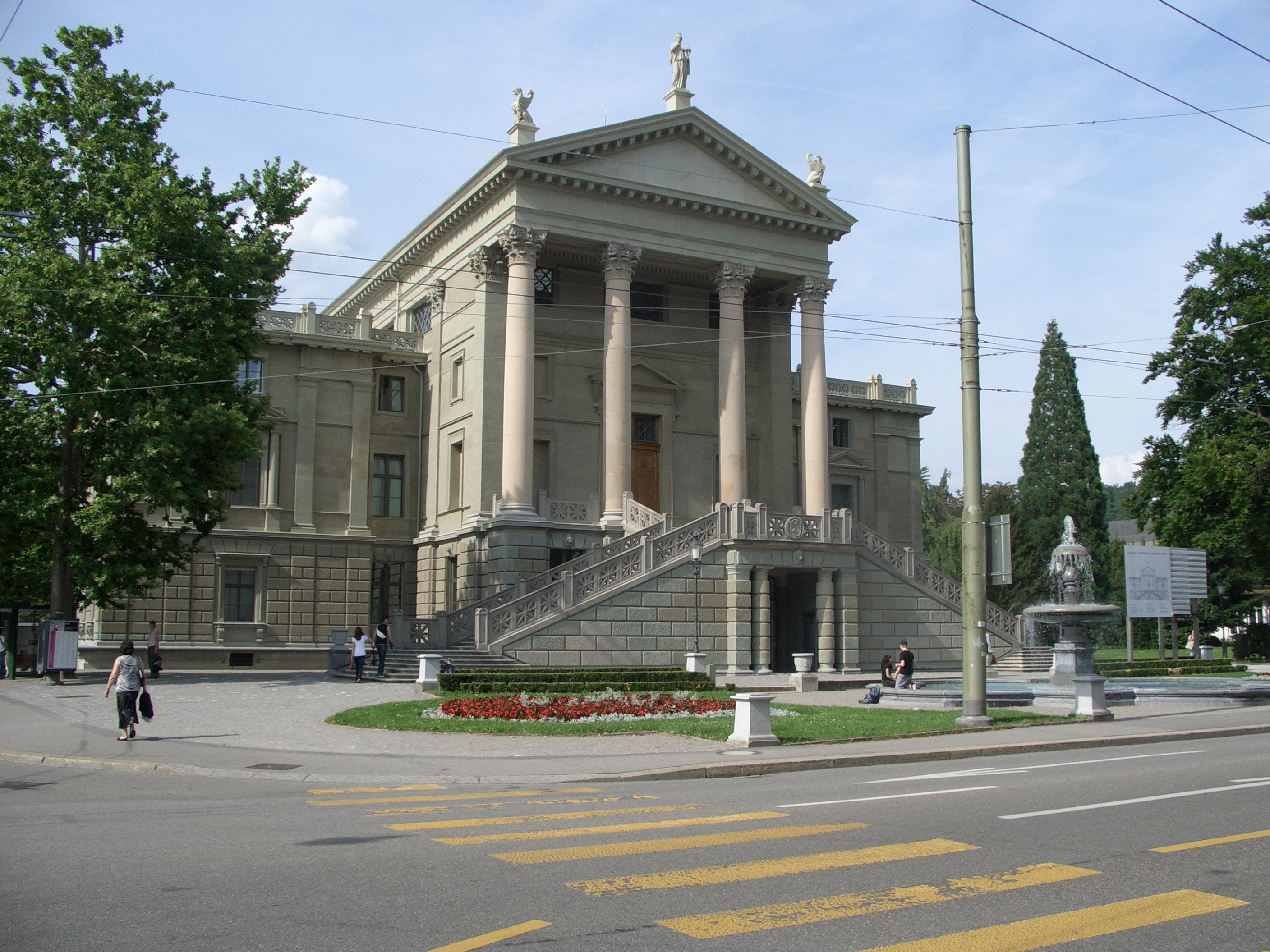
A moradia da cidade de Winterthur baseada num projeto de Gottfried Semper.

A Orchester Musikkollegium Winterthur é uma conhecida orquestra suíça, fundada em 1875 com o nome de Stadtorchester Winterthur. Precedido pelo austríaco Heinrich Schiff, seu atual regente titular é o holandês Jac van Steen.
A orquestra apresenta cerca de 60 concertos por ano, apresentando-se também com a Ópera de Zurique. Possui renome internacional e uma discografia impressiva.
Desde 2021 o maestro titular é Roberto González-Monjas.